# 杨骏飞
杨骏飞（1955年—），中国人民解放军海军少将。
曾任中国人民解放军海军司令部军训部部长、海军南海舰队驱逐舰九支队支队长、海军大连舰艇学院副院长。2008年任海军大连舰艇学院院长，同年下半年率郑和号训练舰出访柬埔寨、泰国、越南三国。2010年调任海军北海舰队副参谋长，同年7月晋升海军少将。
| 前任： 刘新华 | 中国人民解放军海军大连舰艇学院院长 2008年至2010年 | 繼任： 沈金龙 |